# Золотий закрут на каналі Геренграхт в Амстердамі, вид зі сходу
«Золотий закрут» на каналі Геренграхт в Амстердамі, вид зі сходу» (нід. De Gouden Bocht in de Herengracht in Amsterdam vanuit het westen) — картина голландського живописця Герріта Беркгейде (1638–1698). Створена у 1672 році.
З 1980 року зберігається у колекції Державного музею в Амстердамі (інв. №SK-A-4750).

## Опис
Живописець із Гарлема створив чимало міських пейзажів, особливо у пізній період своєї творчості. Це були типові класицистичні пейзажі, дуже ретельно виписані і врівноважені зі строгим дотриманням перспективи. На цій картині зображена частина каналу Геренграхт в Амстердамі, яка відома як "Золотий закрут" завдяки будинках, що тут розташовані. У 1672 році ця частина каналу була тільки-но завершена. По фасадам будинків помітно, як змінювалися смаки у багатіїв. В першій половині 17 століття будинки на каналах були вузькими зі ступінчастими фасадами, однак потім будувалися особняки із прямими карнизами.
Беркгейде передав ці споруди із максимальною точністю: його будинки побудовані згідно із ритмічною перспективою, а прямі діагоналі придають картині глибину. Художник зобразив ці нові багаті будинки на набережній, наприклад той, на фронтоні якого стоять статуї, належав бургомістру. Чітку лінію будівель він урізноманітнив грою освітлення. Права сторона вулиці, що займає більшу частину картини, знаходиться у тіні, але там помітно всі архітектурні особливості, а також люди на тротуарі. Іноді сонячне світло розриває цю напівтемряву, а у місцях де ще не побудовані нові будинки, стирчать нщодавно вбиті палі. Протилежна сторона каналу залита сонцем. Небо із легкими хмарами відображається разом із будівлями у воді. Дерева, які настільки типові для міста, на картині відсутні. Вони вже були на цьому місті у 1672 році, однак художник вирішив обійтися без них, аби краще підкреслити архітектуру.

## Історія
У 1933–1940 роках картина знаходилась у торговця картинами Жака Гаудстіккера. У 1952 році викуплена державою Нідерланди; у 1956 році куплена Дезі Гаудсткіккер-фон Гальбан (1912–1996) у держави Нідерланди за 2 000 гульденів.
У 1980 році картина була придбана Державним музеєм у Дезі Гаудсткіккер-фон Гальбан за 310 000 гульденів.